# Bernhard Sprengel
Bernhard Sprengel (* 17. April 1899 in Hannover; † 22. Januar 1985 ebenda) war ein deutscher Schokoladenfabrikant und Kunstmäzen. Aus seiner privaten Sammlung moderner Kunst entstand das Sprengel-Museum Hannover.

## Leben

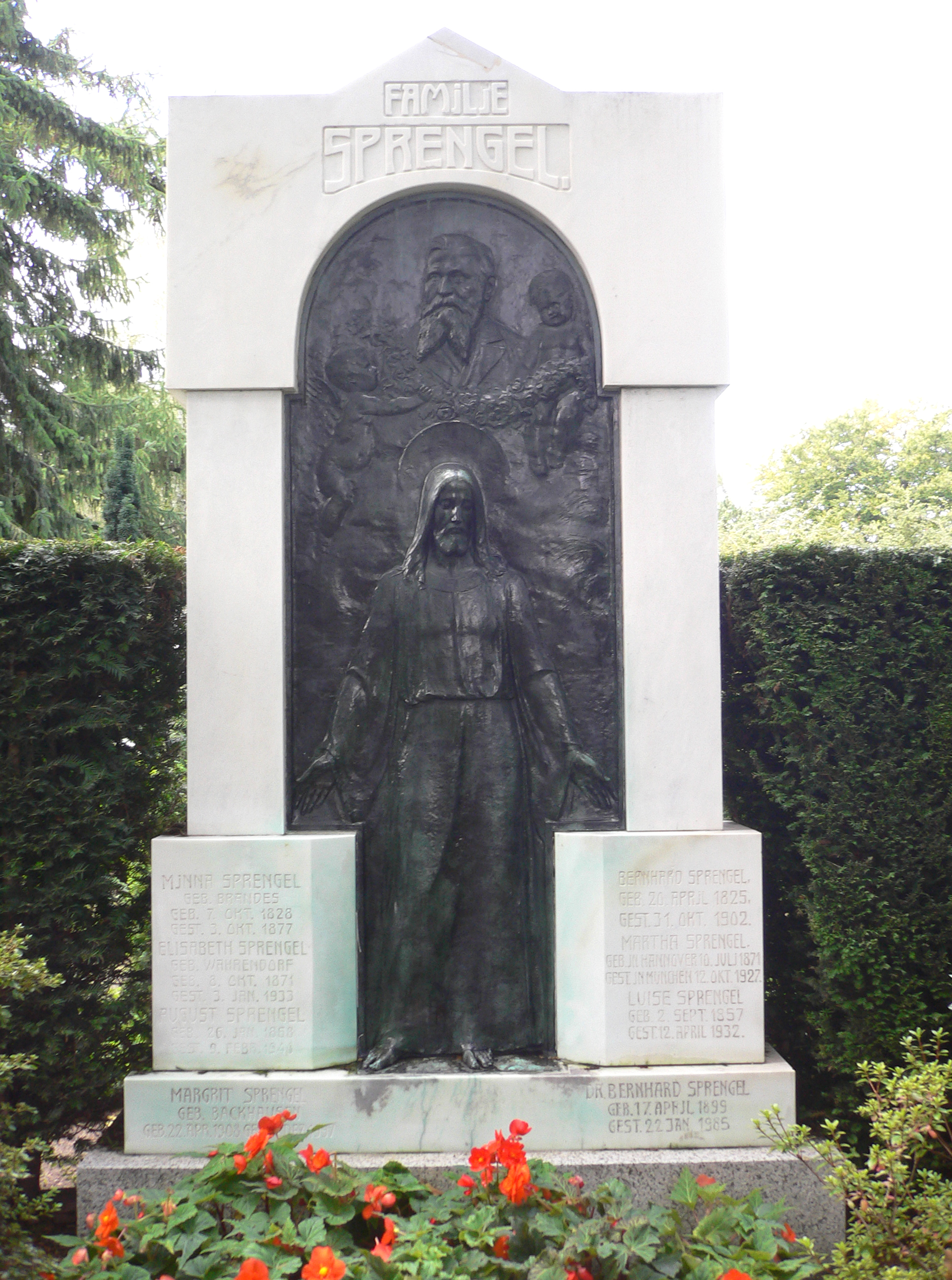
Familiengrab auf dem Neuen St.-Nikolai-Friedhof in Hannovers Nordstadt

Nachdem Bernhard Sprengel im Jahr 1917 am Goethegymnasium in Hannover sein Notabitur abgelegt hatte, wurde er während des Ersten Weltkriegs zum Militär eingezogen. Nach seiner Rückkehr begann er an der Christian-Albrechts-Universität zu Kiel Rechts- und Staatswissenschaften zu studieren. Im Mai 1919 schloss er sich als eines der ersten Neumitglieder nach dem Ersten Weltkrieg dem Corps Holsatia an. Als Inaktiver wechselte er an die Ludwig-Maximilians-Universität München und die Julius-Maximilians-Universität Würzburg. In Würzburg wurde er 1922 zum Dr. iur. promoviert. Nach einer zusätzlich absolvierten kaufmännischen Ausbildung in Hamburg übernahm er die Leitung der Schokoladenfabrik Sprengel in Hannover. Er war Mitglied der NSDAP.
Schon auf der Hochzeitsreise nach München 1937 hatte Bernhard Sprengel mit seiner musikalischen Frau Margrit, Tochter von Agnes und Karl Wilhelm August Backhausen, eine Leidenschaft für Moderne Kunst entwickelt und angefangen, eine private Sammlung von Aquarellen, Gemälden, Plastiken und Grafiken aufzubauen. Diese umfasste u. a. Werke von Pablo Picasso, Marc Chagall, Fernand Léger, Henri Laurens, August Macke, Max Beckmann, Franz Marc, Paul Klee, Lyonel Feininger, Emil Nolde und Kurt Schwitters. Anlässlich seines 70. Geburtstages schenkten Bernhard Sprengel und seine Frau Margrit im Jahr 1969 die vollständige Sammlung der Stadt Hannover und stellten gleichzeitig 2,5 Millionen Deutsche Mark für den Bau eines Museums zur Verfügung. Dieses konnte aufgrund innerstädtischer Querelen erst zehn Jahre später eröffnet werden und erhielt zum 85. Geburtstag des Stifters offiziell den Namen Sprengel-Museum.
Hannovers damaliger Oberbürgermeister Herbert Schmalstieg sagte am 30. Januar 1985: „Nur wenigen Städten ist es vergönnt, einen Kenner und Mäzen, wie es Dr. Sprengel war, in ihren Mauern zu haben.“ Bernhard Sprengel ist im Familiengrab des Großvaters auf dem Neuen St.-Nikolai-Friedhof beerdigt.

## Ehrungen
- Ehrenbürger von Hannover
- Mehrere Auszeichnungen des Landes Niedersachsen
- Ehrenmitglied des Corps Holsatia
- Verdienstorden der Bundesrepublik Deutschland, Großes Bundesverdienstkreuz (1959)